# Bonnebosq
Bonnebosq is een gemeente in het Franse departement Calvados (regio Normandië) en telt 654 inwoners (1999). De plaats maakt deel uit van het arrondissement Lisieux.

## Geografie
De oppervlakte van Bonnebosq bedraagt 12,2 km², de bevolkingsdichtheid is 53,6 inwoners per km².
De onderstaande kaart toont de ligging van Bonnebosq met de belangrijkste infrastructuur en aangrenzende gemeenten.

## Demografie
Onderstaande figuur toont het verloop van het inwonertal (bron: INSEE-tellingen).

Vanwege een beveiligingsprobleem met de MediaWiki Graph-software is het momenteel niet mogelijk deze grafiek weer te geven. Zodra de software is bijgewerkt zal de grafiek vanzelf weer zichtbaar worden.